# Власов, Валерий Павлович
Вале́рий Па́влович Вла́сов (род. 9 января 1943) — российский дипломат. Чрезвычайный и полномочный посланник 1 класса (2000).

## Биография
Окончил Институт восточных языков при МГУ им. М.В. Ломоносова (1966) и Дипломатическую академию МИД СССР (1980). Владеет арабским, английским и французским языками. На дипломатической работе с 1980 года.
- В 1966—1969]] годах — старший переводчик Группы советских военных специалистов в Йеменской Арабской Республике.
- В 1970—1974 годах — старший референт, заведующий сектором КМО СССР.
- В 1980—1981 годах — сотрудник Посольства СССР в Египте.
- В 1981—1987 годах — сотрудник Посольства СССР в Ираке.
- В 1990—1995 годах — советник-посланник Посольства СССР, затем (с 1991) России в Ливии.
- В 1995—1998 годах — начальник отдела Департамента кадров МИД России.
- С 2 июля 1998 по 13 мая 2003 года — чрезвычайный и полномочный посол Российской Федерации в Бахрейне[1][2].

С 2003 года — на пенсии.

## Дипломатический ранг
- Чрезвычайный и полномочный посланник 2 класса (27 ноября 1990)[3].
- Чрезвычайный и полномочный посланник 1 класса (12 августа 2000)[4].